# Csengtu Tianfu nemzetközi repülőtér
A Csengtu Tianfu nemzetközi repülőtér (egyszerűsített kínai írással: 成都天府国际机场) (IATA: TFU, ICAO: ZUTF) nemzetközi repülőtér Kínában, Csengtu közelében. Éves utasforgalma 44 786 032 fő (2023).

## Futópályák
A repülőtér futópályái: 

## Forgalom
Az utasforgalom az elmúlt években az alábbi módon változott:
| Utasok száma | 4 354 758 | 13 275 946 | 44 786 032 |
|              | 2021      | 2022       | 2023       |

## Légitársaságok és úticélok
2025-ben a Csengtu Tianfu nemzetközi repülőtérről az alábbi járatok indulnak (Utoljára frissítve: 2025-02-17):

### Személy
| Légitársaság               | Célállomások |
| -------------------------- | --- |
| 9 Air                      | Guangzhou, Sanya, Zhengzhou |
| AirAsia X                  | Kuala Lumpur–International |
| Air China                  | Aksu, Bangkok–Suvarnabhumi, Beihai, Beijing–Capital, Beijing–Daxing, Changchun, Changsha, Changzhou, Colombo–Bandaranaike, Dali, Dalian, Daocheng, Dongying, Frankfurt, Fuzhou, Guangzhou, Guilin, Guiyang, Haikou, Hami, Hangzhou, Harbin, Hefei, Hengyang, Hong Kong, Hohhot, Hongyuan, Hotan, Huizhou, Jakarta–Soekarno-Hatta, Jieyang, Jinan, Jiuzhaigou, Karamay, Kashgar, Kathmandu, Korla, Kuala Lumpur–International, Kunming, Kuqa, Lanzhou, Lhasa, Lianyungang, Lijiang, Linyi, London–Heathrow, Mangshi, Manila, Milan–Malpensa, Nanchang, Nanjing, Nantong, Nyingchi, Ordos, Phuket, Quzhou, Seoul–Incheon, Shanghai–Pudong, Shenyang, Shenzhen, Shihezi, Shijiazhuang, Singapore, Taipei–Taoyuan, Taiyuan, Tianjin, Tokyo–Narita (kezdődik 21 March 2025), Ürümqi, Wenzhou, Wuhan, Xiamen, Xichang, Xining, Xishuangbanna, Yantai, Yinchuan, Yining, Yiwu, Yuncheng, Zhanjiang, Zhengzhou, Zhuhai |
| Air Guilin                 | Guilin, Xishuangbanna |
| Air Macau                  | Macau |
| Air Travel                 | Changsha, Kunming |
| Asiana Airlines            | Seoul–Incheon |
| Bangkok Airways            | Koh Samui |
| Batik Air Malaysia         | Kuala Lumpur–International |
| Beijing Capital Airlines   | Korla, Lijiang, Sanya |
| Cambodia Airways           | Phnom Penh |
| Cathay Pacific             | Hong Kong |
| Chengdu Airlines           | Aksu, Anqing, Aral, Baotou, Bayannur, Beihai, Changchun, Changsha, Chenzhou, Chizhou, Dalian, Dazhou, Dunhuang, Fuzhou, Guyuan, Haikou, Harbin, Hefei, Hohhot, Huai'an, Huaihua, Jieyang, Jinan, Jinchang, Jinggangshan, Jining, Jixi, Kunming, Lanzhou, Lhasa, Ningbo, Qingdao, Qinhuangdao, Qitai, Quanzhou, Shache, Shaoguan, Shenyang, Shijiazhuang, Tacheng, Turpan, Weihai, Wenzhou, Wuzhou, Xiamen, Xingyi, Yancheng, Zhangye, Zhoushan, Zhuhai, Zunyi–Xinzhou |
| China Airlines             | Taipei–Taoyuan |
| China Eastern Airlines     | Bangkok–Suvarnabhumi, Beijing–Daxing, Changchun, Changsha, Changzhou, Dali, Diqing, Ezhou, Guangzhou, Haikou, Hangzhou, Harbin, Hefei, Huizhou, Jinan, Kunming, Lanzhou, Lhasa, Lincang, Liuzhou, Mangshi, Nanchang, Nanjing, Ningbo, Osaka–Kansai (kezdődik 2024 március 15-től), Phuket, Qingdao, Quanzhou, Shanghai–Hongqiao, Shanghai–Pudong, Shenyang, Shenzhen, Shiyan, Taiyuan, Taizhou, Tengchong, Wuhan, Wuxi, Xiamen, Xining, Xinyang, Xishuangbanna, Yantai, Yichang, Yinchuan, Yiwu, Yushu, Zhanjiang |
| China Express Airlines     | Changzhi, Chengde, Chifeng, Dalian, Ezhou, Hohhot, Jining, Jiujiang, Linyi, Ningbo, Shangrao, Shijiazhuang, Taiyuan, Tianjin, Weifang, Wuhai, Wuhu, Xiamen, Xinzhou, Xishuangbanna, Yan'an, Zhongwei |
| China Southern Airlines    | Beijing–Daxing, Changbaishan, Changchun, Changsha, Dalian, Daqing, Guangzhou, Haikou, Harbin, Hotan, Jieyang, Kashgar, Korla, Mudanjiang, Nanning, Sanya, Shanghai–Pudong, Shenyang, Shenzhen, Ürümqi, Wuhan, Xi'an, Yanji, Yining, Yiwu, Zhengzhou, Zhuhai |
| China United Airlines      | Beijing–Daxing, Foshan, Qingdao, Shijiazhuang, Wenzhou, Yulin (Shaanxi) |
| Chongqing Airlines         | Dali |
| Colorful Guizhou Airlines  | Qianjiang, Quanzhou, Shenzhen, Taizhou, Wenzhou, Xingyi, Yiwu |
| Donghai Airlines           | Nantong, Shenzhen |
| Ethiopian Airlines         | Addis Ababa |
| EVA Air                    | Taipei–Taoyuan |
| Fuzhou Airlines            | Fuzhou |
| GX Airlines                | Jinan, Nanning |
| Hainan Airlines            | Baise, Guangzhou, Shanghai–Pudong, Ürümqi, Bécs, Yulin (Shaanxi) |
| Hebei Airlines             | Beijing–Daxing, Shijiazhuang |
| Hong Kong Airlines         | Hong Kong |
| Jiangxi Air                | Nanchang, Zhengzhou |
| Juneyao Air                | Changsha, Nanjing, Shanghai–Hongqiao |
| Kunming Airlines           | Harbin, Kunming, Lijiang, Mangshi, Xishuangbanna, Yangzhou |
| Lao Airlines               | Vientiane |
| Loong Air                  | Aral, Bishkek, Dalian, Hangzhou, Heze, Jingzhou, Shenyang, Shenzhen, Taiyuan, Tashkent, Tumxuk, Xiangyang, Yinchuan |
| Lucky Air                  | Bangkok–Suvarnabhumi, Dali, Ganzhou, Haikou, Harbin, Jinan, Kunming, Lhasa, Lijiang, Nanchang, Nanjing, Sanya, Tianjin, Ürumqi, Xiamen, Xishuangbanna, Zhengzhou |
| Maldivian                  | Malé |
| Nok Air                    | Phuket |
| Okay Airways               | Kalibo, Phuket |
| Qatar Airways              | Doha |
| Qingdao Airlines           | Changchun, Dali, Harbin, Korla, Kota Kinabalu, Qingdao, Tagbilaran, Taiyuan, Ürümqi |
| Royal Air Philippines      | Charter: Kalibo |
| Ruili Airlines             | Anyang, Datong, Harbin, Kunming, Shenyang, Tangshan, Wuxi, Xinzhou |
| Shandong Airlines          | Jinan, Jingdezhen, Xiamen, Yantai |
| Shanghai Airlines          | Shanghai–Pudong, Ürümqi |
| Shenzhen Airlines          | Beijing–Capital, Dalian, Guangzhou, Haikou, Harbin, Hefei, Hong Kong, Lanzhou, Lijiang, Nanchang, Nanjing, Nanning, Nantong, Quanzhou, Shenyang, Shenzhen, Taiyuan, Wuhan, Wuxi, Xishuangbanna, Yantai |
| Sichuan Airlines           | Altay, Auckland, Bangkok–Suvarnabhumi, Beihai, Beijing–Capital, Cairo, Changchun, Changsha, Changzhou, Chiang Mai, Dali, Dalian, Dandong, Dazhou, Diqing, Dubai–International, Fuzhou, Ganzhou, Garze, Guangzhou, Guilin, Hangzhou, Hanoi, Harbin, Hefei, Ho Chi Minh City, Hong Kong, Huizhou, Istanbul, Jiayuguan, Jieyang, Jinan, Jiuzhaigou, Karamay, Kathmandu, Korla, Krabi, Kuala Lumpur–International, Kunming, Lanzhou, Lhasa, Lijiang, Linfen, Liuzhou, Los Angeles, Lüliang, Malé, Mangshi, Melbourne, Moscow–Sheremetyevo, Nanchang, Nanjing, Nanning, Nha Trang, Ningbo, Nyingchi, Ordos, Osaka–Kansai, Phuket, Pu'er, Qingdao, Qionghai, Quanzhou, Rizhao, Róma–Fiumicino, Saint Petersburg, Seoul–Incheon, Shanghai–Pudong, Shenyang, Shenzhen, Singapore, Sydney, Taipei–Songshan, Taiyuan, Tengchong, Tianjin, Tokyo–Narita, Ürumqi, Vancouver, Wenshan, Wenzhou, Wuhan, Wuhu, Wuyishan, Xiamen, Xining, Xishuangbanna, Xuzhou, Yancheng, Yangzhou, Yantai, Yichang, Yichun (Jiangxi), Yinchuan, Yining, Yiwu, Yulin (Guangxi), Zhangjiajie, Zhanjiang, Zhoushan, Zhuhai |
| Singapore Airlines         | Singapore |
| Spring Airlines            | Aksu, Altay, Bangkok–Suvarnabhumi, Enshi, Jinan, Lanzhou, Ningbo, Phnom Penh, Shanghai–Hongqiao, Shanghai–Pudong, Shijiazhuang, Wulong, Yining |
| Thai Airways International | Bangkok–Suvarnabhumi |
| Thai Lion Air              | Bangkok–Don Mueang |
| Thai VietJet Air           | Bangkok–Suvarnabhumi |
| Tianjin Airlines           | Hangzhou, Tianjin, Ürümqi |
| Urumqi Air                 | Kashgar, Quanzhou, Ürümqi, Zhanjiang |
| VietJet Air                | Ho Chi Minh City |
| Vietnam Airlines           | Hanoi |
| West Air                   | Hefei |
| XiamenAir                  | Changsha, Fuzhou, Hangzhou, Quanzhou, Xiamen |

### Cargo
| Légitársaság           | Célállomások                                                                             |
| ---------------------- | ---------------------------------------------------------------------------------------- |
| AirBridgeCargo         | Moszkva-Domogyedovó, Moscow–Sheremetyevo, Novosibirsk, Zhengzhou (összes felfüggesztve)  |
| Air China Cargo        | Chicago–O'Hare, Nanjing, Shanghai–Pudong                                                 |
| Air Incheon            | Seoul–Incheon                                                                            |
| Cathay Cargo           | Hong Kong, Shanghai–Pudong                                                               |
| China Cargo Airlines   | Shanghai–Pudong                                                                          |
| China Postal Airlines  | Nanjing                                                                                  |
| DHL Aviation           | Shanghai–Pudong                                                                          |
| Donghai Airlines       | Hong Kong, Shenzhen                                                                      |
| FedEx                  | Anchorage, Delhi, Guangzhou                                                              |
| Korean Air Cargo       | Hanoi, Seoul–Incheon                                                                     |
| SF Airlines            | Chennai, Delhi, Dhaka, Hangzhou, Kathmandu, Lhasa, Mumbai, Shenzhen                      |
| Sichuan Airlines Cargo | Bengaluru, Brüsszel, Chennai, Delhi, Singapore                                           |
| Suparna Airlines Cargo | Châlons-Vatry, Hong Kong, Luxembourg, Moscow–Zhukovsky, Prága, Shanghai–Pudong, Shenzhen |
| United Parcel Service  | Almaty, Köln/Bonn, Seoul–Incheon, Shanghai–Pudong, Varsó–Chopin                          |

## Lásd még
- Ázsia legforgalmasabb repülőterei utasforgalom alapján